# Ein Fall für Super Pig
Ein Fall für Super Pig (jap. とんでぶーりん, Tonde Būrin) ist eine Shōjo-Mangaserie von Taeko Ikeda, die von August 1994 bis zum September 1995 erschien. Die Magical-Girl-Serie wurde noch im gleichen Jahr als Anime-Fernsehserie adaptiert.

## Handlung
Auf der Straße lernt die Schülerin Karin Kokubu (Kassie Carlen) ein kleines gelbes Schwein kennen, das sich als Prinz Tonrariano III. (Iggy Pig) vom Planeten Būringo (Oinko) entpuppt. Die beiden werden Freunde. Karin/Kassie bekommt von den Schwein Superkräfte verliehen, die sie in ein Schweinchen mit magischen Fähigkeiten verwandeln. Sie hilft nun den Menschen als Būrin (Super Pig) aus brenzligen Situationen. Dadurch verdient sie sich Perlen, die sie sammeln muss, damit das gelbe Schwein wieder nach Hause kann. Außerdem kann Karin/Kassie sich, wenn sie genug Perlen gesammelt hat, eine andere Form der Verwandlung als die eines Schweins heraussuchen. Währenddessen versucht ihr Vater, ein Journalist, herauszufinden, wer die geheimnisvolle Būrin/Super Pig in Wirklichkeit ist.

## Veröffentlichung
Der Manga erschien von August 1994 bis September 1995 im Magazin Ciao des Shogakukan-Verlags und wurde auch in drei Sammelbänden herausgebracht. Eine chinesische Übersetzung erschien bei Daran Culture Enterprise.

## Anime-Adaption
1994 wurde bei Nippon Animation eine Anime-Adaption des Mangas produziert, die insgesamt 51 Folgen umfasst. Regie führten Kunihisa Sugishima, Masato Kitagawa und Matsuura. Hiromi Kato entwarf das Charakterdesign und die künstlerische Leitung lag bei Masamichi Takano.
Erstmals wurde die Serie über Mainichi Hōsō vom 3. September 1994 bis zum 26. August 1995 ausgestrahlt. Die englische Version wurde produziert von Saban Entertainment und lief bei mehreren US-amerikanischen Sendern. Die Erstausstrahlung der darauf basierenden deutschen Fassung erfolgte am 27. November 1999 auf RTL. Weitere Ausstrahlungen gab es auf Jetix und Premiere. Außerdem wurde der Anime im spanischen, italienischen, niederländischen, polnischen und portugiesischen Fernsehen gezeigt.

### Synchronisation
Die deutsche Synchronfassung der Serie entstand bei der TV+Synchron GmbH in Berlin.
| Rolle                                      | japanischer Sprecher (Seiyū) | deutscher Synchronsprecher |
| ------------------------------------------ | ---------------------------- | -------------------------- |
| Kassie Carlen/Super Pig/Karin Kokubu/Būrin | Yuri Shiratori               | Gundi Eberhard             |
| Iggy Pig/Tonrariano III.                   | Yuriko Fuchizaki             | Gunnar Helm                |
| Lance Romero/Kōichi Mizuno                 | Akira Ishida                 | Asad Schwarz               |

### Musik
Der Soundtrack der Serie wurde komponiert von Goro Omi. Der Vorspann-Titel ist Ai wa Kakkowarui (愛はカッコわるい) und der Abspann wurde unterlegt mit Būrin a la Mode (ぶーりん あ・ら・もーど). Beide Lieder stammen von den Parquets.

## Episodenliste
| Nr. | deutscher Titel                 | deutsche Erstausstrahlung | Nr. | deutscher Titel             | deutsche Erstausstrahlung |
| --- | ------------------------------- | ------------------------- | --- | --------------------------- | ------------------------- |
| 1   | Aus der Traum                   | 27. November 1999         | 27  | Hilfe, ich bin geschrumpft  | 17. Juni 2000             |
| 2   | Faule Tricks                    | 4. Dezember 1999          | 28  | K. C. entdeckt die Liebe    | 24. Juni 2000             |
| 3   | Die Tennis-Show                 | 11. Dezember 1999         | 29  | Traumferien                 | 1. Juli 2000              |
| 4   | Miss Impigerator                | 18. Dezember 1999         | 30  | Das Geheimnis der Yaha      | 8. Juli 2000              |
| 5   | Das Sportfest                   | 1. Januar 2000            | 31  | Wahlkampf                   | 15. Juli 2000             |
| 6   | Der geheimnisvolle Fund         | 8. Januar 2000            | 32  | Blütenträume                | 22. Juli 2000             |
| 7   | Superhelden unter sich          | 15. Januar 2000           | 33  | Die Macht des Niesens       | 29. Juli 2000             |
| 8   | Iss dich fit                    | 22. Januar 2000           | 34  | Die Glückskarpfen           | 5. August 2000            |
| 9   | Das große Rennen                | 29. Januar 2000           | 35  | Der Tanz des Silberreihers  | 12. August 2000           |
| 10  | Jagdfieber                      | 5. Februar 2000           | 36  | Das Sushi-Geheimnis         | 19. August 2000           |
| 11  | Ein virtuelles Chaos            | 26. Februar 2000          | 37  | Lance ist verliebt          | 26. August 2000           |
| 12  | Magische Kräfte                 | 4. März 2000              | 38  | Ein neuer Stern (1)         | 2. September 2000         |
| 13  | Die Überraschungsaufgabe        | 11. März 2000             | 39  | Ein neuer Stern (2)         | 9. September 2000         |
| 14  | Kamera läuft                    | 18. März 2000             | 40  | Alte Geschichten            | 16. September 2000        |
| 15  | Die Abfallsammlerin             | 25. März 2000             | 41  | Milton, das Superhirn       | 23. September 2000        |
| 16  | Schlechter Rat ist teuer        | 1. April 2000             | 42  | Die Konkurrentin            | 30. September 2000        |
| 17  | Das Geschenk                    | 8. April 2000             | 43  | Die Geisterjagd             | 7. Oktober 2000           |
| 18  | Neujahrsfest mit Zwischenfällen | 15. April 2000            | 44  | Kassie in Not               | 14. Oktober 2000          |
| 19  | Skilauf für Anfänger            | 22. April 2000            | 45  | Feuertaufe für Ginger Flame | 28. Oktober 2000          |
| 20  | Das Pflanzenmonster             | 29. April 2000            | 46  | Blockierte Waffen           | 18. August 2001           |
| 21  | Die Looping-Bahn                | 6. Mai 2000               | 47  | Die Geburtstagsparty        | 4. November 2000          |
| 22  | Wer liebt wen?                  | 13. Mai 2000              | 48  | In einer anderen Welt       | 18. November 2000         |
| 23  | Der Valentinstag                | 20. Mai 2000              | 49  | Das magische Zeichen        | 11. November 2000         |
| 24  | Naturgewalten                   | 27. Mai 2000              | 50  | Die Enthüllung              | 25. November 2000         |
| 25  | Familientraditionen             | 3. Juni 2000              | 51  | Abschied                    | 2. Dezember 2000          |
| 26  | Die Herausforderung             | 10. Juni 2000             |     |                             |                           |